# Açucena (ort)
Açucena är en ort i Brasilien.   Den ligger i kommunen Açucena och delstaten Minas Gerais, i den sydöstra delen av landet, 700 km sydost om huvudstaden Brasília. Açucena ligger 480 meter över havet och antalet invånare är 14 505.
Terrängen runt Açucena är kuperad. Närmaste större samhälle är Belo Oriente, 17,6 km söder om Açucena.
Omgivningarna runt Açucena är huvudsakligen savann. Runt Açucena är det glesbefolkat, med 19 invånare per kvadratkilometer.